# 山崎興野
山崎興野（やまざきこうや）は、新潟県新潟市南区の町字。郵便番号は950-1247。

## 概要
1889年（明治22年）から現在の大字。中ノ口川下流右岸に位置する。もとは江戸時代から1889年（明治22年）まであった山崎興野村の区域の一部。

### 隣接する町字
北から東回り順に、以下の町字と隣接する。
北部
- 鷲ノ木新田
- 東笠巻新田
- 西笠巻新田
- 東笠巻新田
- 北田中

中部
- 上塩俵
- 北田中
- 東笠巻新田
- 高井興野
- 下山崎

※鷲ノ木大通川を挟んで西笠巻と隣接。中ノ口川を挟んで山王、吉田新田と隣接。
南部
- 西笠巻
- 引越
- 根岸
- 鯵潟
- 保坂

## 歴史
1619年（元和5年）に中ノ口川対岸にある山王興野と同時期に開発されたとも、同村の住民によって開発されたともいわれるが不明。

### 年表
- 1889年（明治22年）4月1日 : 合併により根岸村の大字となり、村役場所在地となる。
- 1955年（昭和30年）3月31日 : 合併により白根町の大字となる。
- 1959年（昭和34年）6月1日 : 白根町の市制施行により、白根市の大字となる。
- 2005年（平成17年）3月21日 : 合併により新潟市の大字となる。
- 2007年（平成19年）4月1日 : 新潟市の政令指定都市移行により、南区の大字となる。

## 世帯数と人口
2018年（平成30年）1月31日現在の世帯数と人口は以下の通りである。
| 大字     | 世帯数  | 人口  |
| -------- | ------- | ----- |
| 山崎興野 | 106世帯 | 327人 |

## 小・中学校の学区
市立小・中学校に通う場合、学区は以下の通りとなる。
| 番地 | 小学校             | 中学校               |
| ---- | ------------------ | -------------------- |
| 全域 | 新潟市立根岸小学校 | 新潟市立白根北中学校 |

## 主な企業・施設
- 新潟市立根岸小学校

## 交通

### 道路
- 新潟県道220号白根亀田線